# Salamander (mytologi)

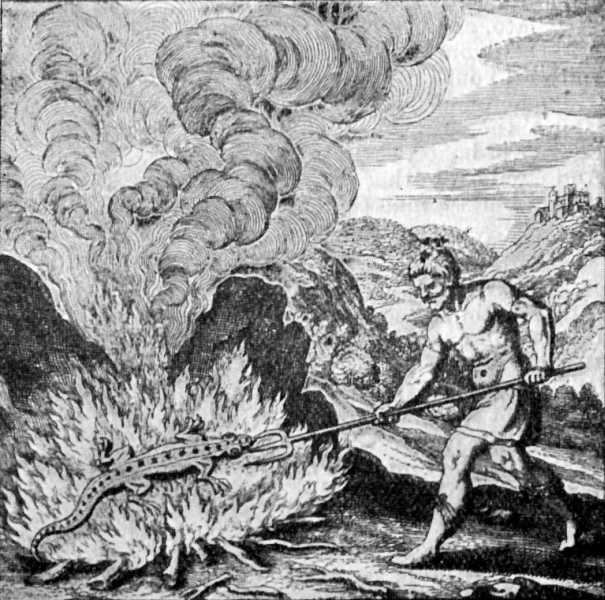

Salamander var i europeiska medeltidens folktro en elementarande som förknippades med elden. Enligt Paracelsus är salamandrarnas mark jorden, och himlen är deras luft, så som elden är deras kaos: de får alltså sin föda från jorden och elden och luften är deras himmel.